# Hôpital Villemin-Paul-Doumer
Ne doit pas être confondu avec Hôpital militaire Villemin.
L'hôpital Villemin-Paul-Doumer est un hôpital de l'Assistance publique - hôpitaux de Paris (AP-HP) situé dans la commune de Labruyère près de Liancourt (Oise).

## Histoire

### Hôpital Villemin

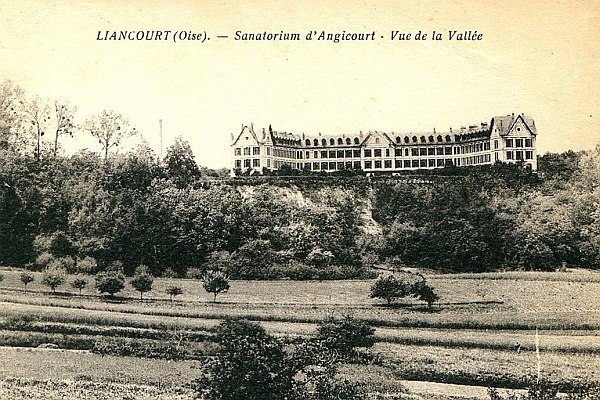
Hôpital Villemin d'Angicourt vue de la Vallée

En 1894, le docteur Ernest Peyron dirige l'Assistance Publique de Paris et projette la création d'un hôpital exclusivement réservé aux malades de la tuberculose. 
En 1899, le pavillon Maurice Letulle, réservé aux hommes entre en service, c'est l'ouverture de l'hôpital Villemin. L'architecte de l'Assistance Publique de Paris Henri Charles Belouet dresse les plans du futur hôpital et de ses jardins. L'objectif est de réaliser un site exclusivement consacré au traitement de la phtisie. En effet, l'Assistance Publique s'inquiétait de la forte contagion de la tuberculose à la fin du XIXe siècle. 
L'hôpital est rebaptisé en l'honneur de Jean-Antoine Villemin, médecin militaire vosgien qui démontrera la transmissibilité de la tuberculose. 
En 1914, le site est réquisitionné par les autorités afin d'accueillir les blessés de la Grande Guerre. Les tuberculeux sont donc évacués mais l'établissement manque de tout compte tenu du fait qu'il n'est pas un hôpital de blessés. Ce n'est qu'en 1920 que l'hôpital retrouve son fonctionnement d'avant guerre.  
En 1924, un second pavillon est construit et est baptisé Varenne. De nombreux agents sont logés dans les combles jusqu'en 1949 date à laquelle un nouveau bâtiment est construit dénommé « bâtibloc » pour loger le personnel.
En 1932, le docteur René Küss exerce ses fonctions de médecin chef où il invente le premier pneumothorax destiné à soigner la tuberculose. A cette époque, les malades disposent de salles d'études, de salles de jeux et des fêtes, d'une discothèque, d'une bibliothèque, animent et développent des clubs de billard, d'échecs, de menuiserie, de reliure, et font vivre un radio-club permettant de diffuser musique et informations en interne. 
La même année, un nouvel hôpital de l'Assistance publique voit le jour à 9 km, c'est l'ouverture de l'hôpital Paul-Doumer. Toutefois, ce n'est qu'en 1965 que les deux sanatoriums ne fusionnent donnant l'hôpital Villemin Paul-Doumer. Cette même année, le sanatorium se transforme en centre gériatrique pour les grandes dépendances du fait du déclin de la contagiosité de la tuberculose.  
Dans les années 1990, l'hôpital continue son déclin par faute de patients et d'un coûts importants pour l'entretien des bâtiments. En 1998, la situation financière est critique et la décision est prise de fermer l'établissement. Durant l'année 1999, les patients sont progressivement transférés à Paul-Doumer et le site ferme le 1er janvier 2000. Depuis, l'ancien hôpital reste la propriété de l'AP-HP mais reste sans affectation. Il est souvent utilisé illégalement par les amateurs d'exploration urbaine (urbex) comme terrain de jeu.
En 2019, l'AP-HP souhaite céder le site aux collectivités territoriales car le site de 35 hectares de bois et 25 000 m² de bâtiments hospitaliers engendre un coût annuel de 200 000 € de gardiennage et de 300 000 € de sécurisation du site. A cette occasion, une conseillère départementale propose d'en faire un site d'accueil pour le Service National Universel ou d'une base d'accueil des athlètes en vue des Jeux Olympiques 2024.  
Le 18 octobre 2019, l'ancien sanatorium d'Angicourt subit un incendie partiel de la toiture.  

### Hôpital Paul Doumer
L'administration de l'Assistance Publique fonde un nouvel établissement spécialement consacré à l'isolement et au soin des tuberculeux parisiens à Labruyère. Le sanatorium Labruyère ouvre en 1932 et reçoit en 1933 la dénomination de sanatorium Paul Doumer.  
En 1944, des agents de la Gestapo interviennent dans l'hôpital pour rafler les patients juifs de l'établissement. Le Juste Edgar Lobgeois, employé au service de l'incinération et le docteur Gouitaa aident deux patients à s'enfuir, Feldmann et Henri Sztruzman. Seul ce dernier réussit son évasion aidé par la suite par la résistance locale.  
En 1965, l'établissement change de destination et se convertit en centre gériatrique. La même année, il s'associe à un autre sanatorium du département pour former le groupe hospitalier Villemin Paul-Doumer. 
En 2020, à la suite de la crise sanitaire de la COVID-19, l'hôpital poursuit sa politique de relance c'est-à-dire de modernisation, recrutement de professionnels médicaux et paramédicaux. La structure obtient même le label de l'AP-HP "Hospitalité" pour la qualité de la prise en charge des patients.

## Activité
L'hôpital dispose d'une filière gériatrique complète en quatre services (Médecine Gériatrique Aigue, Soin de Suite et Réadaptation, Soin Longue Durée et Hôpital de Jour). 
La structure dispose d'une pharmacie interne et d'un plateau médicotechnique complet avec radiologie, rééducateurs, médecins spécialisés, psychologues, neuropsychologues et médecins spécialisés dans la prise en charge de la douleur, des plaies et de la cicatrisation. 

## Accès
L'hôpital Paul Doumer est accessible par la route départementale D137 au niveau du hameau de la Demi-Lune située sur la commune de Labruyère. La D137 relie les communes de Liancourt et de Catenoy. 
L'hôpital Villemin est accessible par la route de la Montagne reliant les hauts de Verderonne à l'Ordibée, hameau de Mogneville. Cette route part de la D29 qui relie Liancourt à Angicourt. 